# Conor McMenamin
Conor McMenamin (Downpatrick, 24 agosto 1995) è un calciatore nordirlandese, attaccante del St. Mirren e della nazionale nordirlandese.

## Carriera

### Club
Ha giocato nella prima divisione nordirlandese ed in quella scozzese.

### Nazionale
Convocato per la prima volta dalla nazionale nordirlandese nel maggio del 2022, ha esordito il 5 giugno seguente, nella partita di Nations League pareggiata per 0-0 contro Cipro.
Il 14 ottobre 2023 realizza la sua prima rete con la massima selezione nordirlandese nel successo per 3-0 contro San Marino.

## Statistiche

### Cronologia presenze e reti in nazionale
| Cronologia completa delle presenze e delle reti in nazionale ― Irlanda del Nord | Cronologia completa delle presenze e delle reti in nazionale ― Irlanda del Nord | Cronologia completa delle presenze e delle reti in nazionale ― Irlanda del Nord | Cronologia completa delle presenze e delle reti in nazionale ― Irlanda del Nord | Cronologia completa delle presenze e delle reti in nazionale ― Irlanda del Nord | Cronologia completa delle presenze e delle reti in nazionale ― Irlanda del Nord | Cronologia completa delle presenze e delle reti in nazionale ― Irlanda del Nord | Cronologia completa delle presenze e delle reti in nazionale ― Irlanda del Nord |
| Data                                                                            | Città                                                                           | In casa                                                                         | Risultato                                                                       | Ospiti                                                                          | Competizione                                                                    | Reti                                                                            | Note                                                                            |
| ------------------------------------------------------------------------------- | ------------------------------------------------------------------------------- | ------------------------------------------------------------------------------- | ------------------------------------------------------------------------------- | ------------------------------------------------------------------------------- | ------------------------------------------------------------------------------- | ------------------------------------------------------------------------------- | ------------------------------------------------------------------------------- |
| 5-6-2022                                                                        | Larnaca                                                                         | Cipro                                                                           | 0 – 0                                                                           | Irlanda del Nord                                                                | UEFA Nations League 2022-2023 - 1º turno                                        | -                                                                               | 64’                                                                             |
| 9-6-2022                                                                        | Pristina                                                                        | Kosovo                                                                          | 3 – 2                                                                           | Irlanda del Nord                                                                | UEFA Nations League 2022-2023 - 1º turno                                        | -                                                                               |                                                                                 |
| 12-6-2022                                                                       | Belfast                                                                         | Irlanda del Nord                                                                | 2 – 2                                                                           | Cipro                                                                           | UEFA Nations League 2022-2023 - 1º turno                                        | -                                                                               | 69’                                                                             |
| 27-9-2022                                                                       | Atene                                                                           | Grecia                                                                          | 3 – 1                                                                           | Irlanda del Nord                                                                | UEFA Nations League 2022-2023 - 1º turno                                        | -                                                                               | 76’                                                                             |
| 16-6-2023                                                                       | Copenaghen                                                                      | Danimarca                                                                       | 1 – 0                                                                           | Irlanda del Nord                                                                | Qual. Euro 2024                                                                 | -                                                                               | 77’                                                                             |
| 19-6-2023                                                                       | Belfast                                                                         | Irlanda del Nord                                                                | 0 – 1                                                                           | Kazakistan                                                                      | Qual. Euro 2024                                                                 | -                                                                               | 64’                                                                             |
| 7-9-2023                                                                        | Lubiana                                                                         | Slovenia                                                                        | 4 – 2                                                                           | Irlanda del Nord                                                                | Qual. Euro 2024                                                                 | -                                                                               |                                                                                 |
| 10-9-2023                                                                       | Astana                                                                          | Kazakistan                                                                      | 1 – 0                                                                           | Irlanda del Nord                                                                | Qual. Euro 2024                                                                 | -                                                                               | 46’                                                                             |
| 14-10-2023                                                                      | Belfast                                                                         | Irlanda del Nord                                                                | 3 – 0                                                                           | San Marino                                                                      | Qual. Euro 2024                                                                 | 1                                                                               | 79’                                                                             |
| 17-10-2023                                                                      | Belfast                                                                         | Irlanda del Nord                                                                | 0 – 1                                                                           | Slovenia                                                                        | Qual. Euro 2024                                                                 | -                                                                               | 86’                                                                             |
| 20-11-2023                                                                      | Belfast                                                                         | Irlanda del Nord                                                                | 2 – 0                                                                           | Danimarca                                                                       | Qual. Euro 2024                                                                 | -                                                                               | 78’                                                                             |
| 22-3-2024                                                                       | Bucarest                                                                        | Romania                                                                         | 1 – 1                                                                           | Irlanda del Nord                                                                | Amichevole                                                                      | -                                                                               | 62’                                                                             |
| 26-3-2024                                                                       | Glasgow                                                                         | Scozia                                                                          | 0 – 1                                                                           | Irlanda del Nord                                                                | Amichevole                                                                      | -                                                                               | 82’                                                                             |
| 8-6-2024                                                                        | Palma di Maiorca                                                                | Spagna                                                                          | 5 – 1                                                                           | Irlanda del Nord                                                                | Amichevole                                                                      | -                                                                               | 83’                                                                             |
| Totale                                                                          |                                                                                 | Presenze                                                                        | 14                                                                              |                                                                                 | Reti                                                                            | 1                                                                               |                                                                                 |

## Palmarès

### Club

#### Competizioni nazionali
- IFA Charity Shield: 1

Glentoran: 2015
- NIFL Championship: 1

Warrenpoint Town: 2016-2017